# Coppa del Grano
La Coppa del Grano est une course cycliste italienne disputée à Badiola (it), frazione de la commune de Marsciano en Ombrie. Elle est organisée par le club Valdarno Project.
Durant son existence, cette épreuve fait partie du calendrier régional de la Fédération cycliste italienne, en catégorie 1.20. Elle est donc réservée aux coureurs espoirs (moins de 23 ans),.
La course compte parmi ses lauréats des cyclistes réputés comme Fabian Cancellara (2000) ou Diego Ulissi (2008).

## Palmarès depuis 2000
| Année | Vainqueur           | Deuxième          | Troisième          |
| ----- | ------------------- | ----------------- | ------------------ |
| 2000  | Fabian Cancellara   |                   |                    |
| 2001  | Maurizio Biondo     |                   |                    |
| 2002  | Manuel Quiriconi    |                   |                    |
| 2003  | Francesco Failli    | Riccardo Riccò    | Gianluca Mirandola |
| 2004  | Rino Zampilli       | Adram Canzini     | Fabio Sabatini     |
| 2005  | Fabio Sabatini      | Pietro Quarantini | Dario Cataldo      |
| 2006  | Leonardo Pinizzotto | Matteo Busato     | Massimo Pirrera    |
| 2007  | Enrico Magazzini    | Diego Borgi       | Simone Pasolini    |
| 2008  | Diego Ulissi        | Enrico Magazzini  | Gianluca Spada     |
| 2009  | Salvatore Puccio    | Mirko Puccioni    | Kristian Sbaragli  |
| 2010  | Kristian Sbaragli   | Stefano Melegaro  | Alfonso Fiorenza   |
| 2011  | Davide Villella     | Alfonso Fiorenza  | Pietro Buzzi       |
| 2012  | Davide Martinelli   | Luca Wackermann   | Gianni Bellini     |
| 2013  | Alberto Bettiol     | Marco Corrà       | Valerio Conti      |
| 2014  | Lorenzo Friscia     | Matteo Alban      | Nicola Bagioli     |
| 2015  | non disputé         | non disputé       | non disputé        |
| 2016  | Marco Corrà         | Andrea Borso      | Matteo Natali      |
| 2017  | Michele Corradini   | Simone Guizzetti  | Lorenzo Fortunato  |
| 2018  | Mirco Sartori       | Stefano Oldani    | Matteo Rotondi     |